# Богчигір (хребет)
Хребе́т Богчигі́р (гори Богчигір) — гірський хребет в Таджикистані. Відноситься до гірської системи Паміру.
Простягається із сходу на захід, між долинами річок Гунт на півночі, Тогузбулок на заході та Іссикбулок на сході. На півдні з'єднується з Південно-Алічурським хребтом. Найвища точка — гора Богчигір (5716 м). Вкритий льодовиками.
| Таджикистан | Це незавершена стаття з географії Таджикистану. Ви можете допомогти проєкту, виправивши або дописавши її. |